# 现场八方

现场八方宣傳海報

现场八方（Live 8）是2005年7月于G8峰会期间，在G8国家和南非举办的一次系列音乐会。此次盛会被安排在举办于苏格兰佩思郡鹰谷宾馆（Gleneagles Hotel）的第31届G8峰会（6号-8号）之前进行，并作为现场援助（Live Aid）音乐会20周年的纪念活动。相比英国使贫穷成为历史（Make Poverty History）活动，现场八方计划向世界各国领导人施压，目的是减免世界最贫穷国家的负债、提高和改善援助，并且为较贫穷国家商议“更平等的”贸易规则。10场音乐会在7月2日同时进行，7月6日又进行了1场音乐会。7月7日，参加G8峰会的领导人保证在2010年之前，将把向非洲提供的援助从现在每年的250亿美元提高到500亿美元。
超过1000名音乐家参加了这次在182家电视台和2000家电台播出的系列音乐会。 （页面存档备份，存于）
现场八方的组织者将把“现场八方名单”交给参加G8峰会的世界领导人。“现场八方名单”汇集了为“使贫穷成为历史”而声援现场八方的全世界人们的名字（在www.live8list.com签名）。名单上的名字也会同时出现在每个音乐会现场的大屏幕之上。

## 音乐会

### 出席者(2005年7月2日)
- 英国伦敦海德公園（節錄）
  - 鲍勃·格尔多夫（Bob Geldof，发起者）
  - （Paul McCartney）
  - U2樂團
  - （Elton John）
  - 比尔·盖茨（Bill Gates）
  - R.E.M.
  - 科菲·安南（Kofi Annan）
  - 基音樂團 (Keane)
  - 特拉维斯（Travis）
  - 皮特·多赫提 (Pete Doherty)
  - （Brad Pitt）
  - 安妮·莱诺克斯（Annie Lennox）
  - UB40
  - 史努比狗狗
  - 瑪丹娜
  -  (Sting)
  - （Mariah Carey）
  - 大卫·贝克汉姆
  - （Robbie Williams）
  - 何許人合唱團
  - 平克·佛洛伊德（Pink Floyd）
  - （George Michael）
- 美国宾夕法尼亚州费城
  - 史提夫·汪达（Stevie Wonder）
  - 邦·喬飛
  - 聯合公園
  - 威尔·史密斯
  - 尚恩·庫姆斯
- 英国英格蘭艾登園
  - 安潔莉娜·裘莉
- 意大利罗马
  - 杜蘭杜蘭
- 法国巴黎
  - 怪人合唱團
  - 弗洛倫特·帕尼（英语：Florent Pagny）
- 日本东京
  - DREAMS COME TRUE
  - 碧玉（Bjork）
- 南非约翰内斯堡
  - 曼德拉
  - Mahotella Queens（英语：Mahotella Queens）
- 加拿大安大略省巴里
  - 布莱恩·亚当斯（Bryan Adams）
  - 尼尔·杨（Neil Young）
  - 深紫（Deep Purple）
  - 克魯小丑樂團（Mötley Crüe）
- 俄罗斯莫斯科
  - 宠物店男孩（Pet shop boys）

### 2005年7月6日
- 英国蘇格蘭爱丁堡